# Olympische Sommerspiele 2012/Radsport – BMX-Rennen (Männer)
Das BMX-Rennen der Männer bei den Olympischen Spielen 2012 in London fand vom 8. bis 10. August statt.
Olympiasieger wurde der Lette Māris Štrombergs.

## Ergebnisse

### Platzierungsrunde
| Rang | Athlet                 | Nation             | Zeit     |
| ---- | ---------------------- | ------------------ | -------- |
| 1    | Raymon van der Biezen  | Niederlande        | 37,779 s |
| 2    | Joris Daudet           | Frankreich         | 38,221 s |
| 3    | Twan van Gendt         | Niederlande        | 38,339 s |
| 4    | Connor Fields          | Vereinigte Staaten | 38,431 s |
| 5    | Andrés Jiménez Caicedo | Kolumbien          | 38,445 s |
| 6    | Sam Willoughby         | Australien         | 38,496 s |
| 7    | Nicholas Long          | Vereinigte Staaten | 38,601 s |
| 8    | Renato Rezende         | Brasilien          | 38,628 s |
| 9    | Quentin Caleyron       | Frankreich         | 38,637 s |
| 10   | Marc Willers           | Neuseeland         | 38,687 s |
| 11   | Māris Štrombergs       | Lettland           | 38,697 s |
| 12   | Liam Phillips          | Großbritannien     | 38,719 s |
| 13   | Rihards Veide          | Lettland           | 38,753 s |
| 14   | Carlos Oquendo         | Kolumbien          | 38,775 s |
| 15   | David Herman           | Vereinigte Staaten | 38,955 s |
| 16   | Kurt Pickard           | Neuseeland         | 39,057 s |
| 17   | Khalen Young           | Australien         | 39,304 s |
| 18   | Manuel de Vecchi       | Italien            | 39,385 s |
| 19   | Luis Brethauer         | Deutschland        | 39,431 s |
| 20   | Tory Nyhaug            | Kanada             | 39,515 s |
| 21   | Jelle van Gorkom       | Niederlande        | 39,529 s |
| 22   | Brian Kirkham          | Australien         | 39,610 s |
| 23   | Roger Rinderknecht     | Schweiz            | 39,618 s |
| 24   | Emilio Falla           | Ecuador            | 39,737 s |
| 25   | Morten Therkildsen     | Dänemark           | 39,738 s |
| 26   | Ernesto Pizarro        | Argentinien        | 39,765 s |
| 27   | Arnaud Dubois          | Belgien            | 39,772 s |
| 28   | Moana Moo Caille       | Frankreich         | 40,015 s |
| 29   | Maik Baier             | Deutschland        | 40,231 s |
| 30   | Sifiso Nhlapo          | Südafrika          | 40,788 s |
| 31   | Daniel Caluag          | Philippinen        | 40,900 s |
| –    | Edžus Treimanis        | Lettland           | DNF      |

### Viertelfinale

#### Viertelfinale 1
| Rang | Name                  | Nation      | 1. Lauf      | 2. Lauf      | 3. Lauf          | 4. Lauf      | 5. Lauf          | Gesamt |
| ---- | --------------------- | ----------- | ------------ | ------------ | ---------------- | ------------ | ---------------- | ------ |
| 1    | Raymon van der Biezen | Niederlande | 37,974 s (1) | 38,269 s (1) | 38,392 s (1)     | qualifiziert | qualifiziert     | 3      |
| 2    | Edžus Treimanis       | Lettland    | 40,130 s (4) | 52,014 s (6) | 38,572 s (2)     | qualifiziert | qualifiziert     | 12     |
| 3    | Quentin Caleyron      | Frankreich  | 42,560 s (7) | 41,336 s (5) | 1:04,609 min (5) | 39,162 s (1) | 38,489 s (1)     | 19     |
| 4    | Khalen Young          | Australien  | DNF (8)      | 39,189 s (2) | 39,456 s (3)     | 39,484 s (2) | 1:04,756 min (4) | 19     |
| 5    | Morten Therkildsen    | Dänemark    | 40,789 s (6) | 39,788 s (4) | 39,896 s (4)     | 40,160 s (4) | 39,104 s (2)     | 20     |
| 6    | Emilio Falla          | Ecuador     | 39,602 s (3) | DNF (8)      | 1:31,130 min (6) | 39,756 s (3) | 41,793 s (3)     | 23     |
| 7    | Kurt Pickard          | Neuseeland  | 40,200 s (5) | 39,539 s (3) | DNF (7)          | DNS (8)      | DNS (8)          | 31     |
| 8    | Renato Rezende        | Brasilien   | 38,343 s (2) | DNF (8)      | DNS (10)         | DNS (8)      | DNS (8)          | 36     |

#### Viertelfinale 2
| Rang | Name                   | Nation             | 1. Lauf      | 2. Lauf          | 3. Lauf      | 4. Lauf      | 5. Lauf          | Gesamt |
| ---- | ---------------------- | ------------------ | ------------ | ---------------- | ------------ | ------------ | ---------------- | ------ |
| 1    | Connor Fields          | Vereinigte Staaten | 37,721 s (1) | 38,350 s (1)     | 38,025 s (1) | qualifiziert | qualifiziert     | 3      |
| 2    | Liam Phillips          | Großbritannien     | 38,072 s (2) | 38,625 s (2)     | 38,301 s (2) | qualifiziert | qualifiziert     | 6      |
| 3    | Andrés Jiménez Caicedo | Kolumbien          | 38,753 s (4) | 39,208 s (3)     | 38,865 s (4) | 38,581 s (1) | 44,026 s (5)     | 17     |
| 4    | Rihards Veide          | Lettland           | 39,489 s (6) | 39,416 s (4)     | 38,609 s (3) | 39,508 s (4) | 39,110 s (2)     | 19     |
| 5    | Tory Nyhaug            | Kanada             | 38,610 s (3) | 1:03,089 min (7) | 39,949 s (6) | 39,503 s (3) | 38,808 s (1)     | 20     |
| 6    | Moana Moo Caille       | Frankreich         | 39,191 s (5) | 39,560 s (5)     | 39,512 s (5) | 38,705 s (2) | 1:30,608 min (6) | 23     |
| 7    | Jelle van Gorkom       | Niederlande        | 39,691 s (7) | 1:37,793 min (8) | 42,707 s (8) | 40,419 s (5) | 40,096 s (3)     | 31     |
| 8    | Maik Baier             | Deutschland        | 40,558 s (8) | 56,453 s (6)     | 40,541 s (7) | 46,131 s (6) | 41,109 s (4)     | 31     |

#### Viertelfinale 3
| Rang | Name               | Nation             | 1. Lauf          | 2. Lauf      | 3. Lauf      | 4. Lauf      | 5. Lauf      | Gesamt |
| ---- | ------------------ | ------------------ | ---------------- | ------------ | ------------ | ------------ | ------------ | ------ |
| 1    | Marc Willers       | Neuseeland         | 40,558 s (1)     | 38,879 s (2) | 38,467 s (1) | qualifiziert | qualifiziert | 4      |
| 2    | Joris Daudet       | Frankreich         | 54,108 s (4)     | 38,789 s (1) | 38,644 s (2) | qualifiziert | qualifiziert | 7      |
| 3    | David Herman       | Vereinigte Staaten | DNF (8)          | 39,400 s (3) | 39,373 s (4) | 38,319 s (1) | 39,005 s (2) | 18     |
| 4    | Roger Rinderknecht | Schweiz            | 54,108 s (3)     | 39,901 s (5) | 39,209 s (3) | 39,844 s (4) | 39,453 s (3) | 18     |
| 5    | Nicholas Long      | Vereinigte Staaten | 1:46,734 min (7) | 39,533 s (4) | 39,379 s (5) | 38,383 s (2) | 38,428 s (1) | 19     |
| 6    | Ernesto Pizarro    | Argentinien        | 1:20,748 min (6) | 40,179 s (6) | 39,905 s (7) | 38,799 s (3) | 40,141 s (4) | 26     |
| 7    | Manuel de Vecchi   | Italien            | 53,365 s (2)     | 41,499 s (8) | 50,728 s (8) | 40,342 s (6) | 40,261 s (5) | 29     |
| 8    | Daniel Caluag      | Philippinen        | 1:02,086 (5)     | 40,763 s (7) | 39,902 s (6) | 40,342 s (5) | 40,380 s (6) | 29     |

#### Viertelfinale 4
| Rang | Name             | Nation      | 1. Lauf      | 2. Lauf      | 3. Lauf      | 4. Lauf          | 5. Lauf      | Gesamt |
| ---- | ---------------- | ----------- | ------------ | ------------ | ------------ | ---------------- | ------------ | ------ |
| 1    | Twan van Gendt   | Niederlande | 38,094 s (1) | 38,190 s (2) | 38,402 s (4) | qualifiziert     | qualifiziert | 7      |
| 2    | Māris Štrombergs | Lettland    | 38,359 s (2) | 40,353 s (5) | 37,738 s (1) | qualifiziert     | qualifiziert | 8      |
| 3    | Sam Willoughby   | Australien  | 40,250 s (4) | 37,856 s (1) | 38,200 s (3) | 38,840 s (2)     | 59,499 s (6) | 16     |
| 4    | Carlos Oquendo   | Kolumbien   | DNF (8)      | 39,148 s (4) | 37,976 s (2) | 1:23,505 min (6) | 38,167 s (1) | 21     |
| 5    | Luis Brethauer   | Deutschland | 43,391 s (6) | 39,108 s (3) | 39,435 s (5) | 40,134 s (4)     | 38,973 s (4) | 22     |
| 6    | Arnaud Dubois    | Belgien     | 40,179 s (3) | 51,285 s (8) | 40,003 s (7) | 39,564 s (3)     | 38,620 s (3) | 24     |
| 7    | Brian Kirkham    | Australien  | 59,988 s (7) | 48,026 s (7) | 40,519 s (8) | 38,158 s (1)     | 38,475 s (2) | 25     |
| 8    | Sifiso Nhlapo    | Südafrika   | 41,773 s (5) | 40,539 s (6) | 39,653 s (6) | 40,377 s (5)     | 39,835 s (5) | 27     |

### Halbfinale

#### Halbfinale 1
| Rang | Name                   | Nation             | 1. Lauf          | 2. Lauf      | 3. Lauf      | Gesamt |
| ---- | ---------------------- | ------------------ | ---------------- | ------------ | ------------ | ------ |
| 1    | Connor Fields          | Vereinigte Staaten | 51,791 s (4)     | 37,885 s (1) | 37,736 s (1) | 6      |
| 2    | Raymon van der Biezen  | Niederlande        | 38,372 s (1)     | 38,046 s (2) | 38,948 s (5) | 8      |
| 3    | Liam Phillips          | Großbritannien     | 38,770 s (2)     | 38,179 s (3) | 38,509 s (4) | 9      |
| 4    | Andrés Jiménez Caicedo | Kolumbien          | 40,730 s (3)     | 38,882 s (6) | 38,490 s (3) | 12     |
| 5    | Edžus Treimanis        | Lettland           | 51,856 s (5)     | 39,125 s (7) | 37,926 s (2) | 14     |
| 6    | Quentin Caleyron       | Frankreich         | DNF (8)          | 38,392 s (4) | 40,265 s (6) | 18     |
| 7    | Rihards Veide          | Lettland           | 53,670 s (6)     | 38,640 s (5) | 48,466 s (7) | 18     |
| 8    | Khalen Young           | Australien         | 1:40,272 min (7) | 45,520 s (8) | DNS (10)     | 25     |

#### Halbfinale 2
| Rang | Name               | Nation             | 1. Lauf          | 2. Lauf      | 3. Lauf          | Gesamt |
| ---- | ------------------ | ------------------ | ---------------- | ------------ | ---------------- | ------ |
| 1    | Sam Willoughby     | Australien         | 38,059 s (1)     | 37,542 s (1) | 38,506 s (3)     | 5      |
| 2    | Twan van Gendt     | Niederlande        | 44,742 s (5)     | 37,798 s (2) | 38,046 s (1)     | 8      |
| 3    | Māris Štrombergs   | Lettland           | 41,856 s (4)     | 37,995 s (4) | 38,088 s (2)     | 10     |
| 4    | Carlos Oquendo     | Kolumbien          | 39,236 s (2)     | 37,542 s (5) | 38,811 s (4)     | 11     |
| 5    | David Herman       | Vereinigte Staaten | 40,277 s (3)     | 38,954 s (6) | 48,205 s (6)     | 15     |
| 6    | Joris Daudet       | Frankreich         | 45,702 s (6)     | 37,990 s (3) | 2:05,214 min (7) | 16     |
| 7    | Roger Rinderknecht | Schweiz            | 52,320 s (7)     | 40,070 s (7) | 43,021 s (5)     | 19     |
| 8    | Marc Willers       | Neuseeland         | 1:34,759 min (8) | 42,269 s (8) | DNS (10)         | 26     |

### Finale
| Rang   | Name                   | Nation             | Zeit         |
| ------ | ---------------------- | ------------------ | ------------ |
| Gold   | Māris Štrombergs       | Lettland           | 37,576 s     |
| Silber | Sam Willoughby         | Australien         | 37,929 s     |
| Bronze | Carlos Oquendo         | Kolumbien          | 38,251 s     |
| 4      | Raymon van der Biezen  | Niederlande        | 38,492 s     |
| 5      | Twan van Gendt         | Niederlande        | 44,744 s     |
| 6      | Andrés Jiménez Caicedo | Kolumbien          | 53,377 s     |
| 7      | Connor Fields          | Vereinigte Staaten | 1:03,033 min |
| 8      | Liam Phillips          | Großbritannien     | 2:11,918 min |

## Weblink
- Ergebnisse in der Datenbank von Sports-Reference (englisch; archiviert vom Original), abgerufen am 1. August 2016.